# Zona negativa
La Zona negativa (Negative Zone) è una dimensione parallela. Comparsa per la prima volta nel numero 51 di Fantastic Four (prima serie, giugno 1966) pubblicato dalla Marvel Comics, la Zona negativa nella finzione narrativa consiste di antimateria, cioè di elementi di carica elettrica opposta al nostro universo (nella Zona negativa gli elettroni possederebbero carica positiva e i protoni possederebbero carica negativa).
Al suo centro sarebbe presente un vortice di potenza inaudita, formato di materia (non di antimateria), detto zona dei detriti, che attrarrebbe tutto a sé. Al contatto della materia con l'antimateria si verificherebbero esplosioni (la materia si annichilerebbe con l'antimateria liberando energia).

## Storia
L'attrazione verso la zona dei detriti equivale ad un big crunch (in opposizione al senso di espansione del nostro universo, avvenuto a seguito del big bang).
L'accesso alla Zona negativa, indicata anche come "sub spazio", è stato scoperto da Mister Fantastic (scienziato e leader dei Fantastici Quattro) col proposito di superare grandi distanze interstellari (e perciò la velocità della luce) in modo da poter fronteggiare eventuali attacchi di entità come Galactus che già ne sono capaci.
Il suddetto accesso avviene per mezzo di un portale situato nel Baxter Building, che permette di attraversare una "zona di distorsione" in cui i corpi di materia 'positiva' invertono la loro polarità e accedono definitivamente nella Zona negativa.

## Civil War
Durante la guerra civile tra supereroi Reed Richards, Tony Stark e Henry Pym allestiscono nella zona negativa un carcere di massima sicurezza, che Stark chiama "Progetto 42", creato appositamente per custodire coloro che rifiutano di adeguarsi all'Atto di registrazione dei superumani.

## Abitanti
Abitanti della Zona negativa sono numerose forme di vita, tra le quali Blastaar e Annihilus, due acerrimi nemici dei Fantastici Quattro.

## Versione Ultimate
Nell'universo Ultimate Marvel, la Zona negativa è chiamata Zona-N, ma la sua natura non è ancora stata approfondita. Un errore nel primo tentativo di contatto con questa zona ha trasformato quattro giovani amici nei Fantastici Quattro Ultimate.